# Benjamin Bastères
Pas d'image ? Cliquez ici

a Compétitions nationales et continentales officielles uniquement.

Dernière mise à jour le 11 novembre 2021.
Benjamin Bastères (dit Benji), né le 9 décembre 1984 à Bastia en Corse, est un joueur de rugby à XV français qui évolue au poste de pilier gauche (1,83 m pour 105 kg).

## Carrière

### Clubs successifs
- Jusqu'en 2001 :  Bastia
- 2001-2011 : RC Toulon
- 2011-2012 : Pays d'Aix RC

## Palmarès
- Champion de France de Pro D2 : 2005, 2008
- Demi-finaliste du Championnat de France Espoirs : 2006
- Finaliste du Championnat de France Reichel : 2005
- Demi-finaliste du championnat de France Top 14 : 2009
- Finaliste du Challenge européen : 2009